# Kion Benjamin
Kion Benjamin (* 13. November 2000 in Port of Spain) ist ein Leichtathlet aus Trinidad und Tobago, der sich auf den Sprint spezialisiert hat.

## Sportliche Laufbahn
Erste internationale Erfahrungen sammelte Kion Benjamin im Jahr 2018, als er bei den U20-Weltmeisterschaften in Tampere in 39,87 s den siebten Platz mit der trinidadisch-tobagischen 4-mal-100-Meter-Staffel belegte. Im Jahr darauf belegte er bei den CARIFTA-Games in George Town in 10,65 s den achten Platz im 100-Meter-Lauf und belegte mit der Staffel in 40,51 s den vierten Platz. Anschließend begann er ein Studium an der University of Minnesota und 2021 gewann er bei den U23-NACAC-Meisterschaften in San José in 10,40 s die Bronzemedaille hinter dem Barbadier Kuron Griffith und Odaine McPherson aus Jamaika. Anschließend nahm er mit der Staffel an den Olympischen Sommerspielen in Tokio teil und verpasste dort mit 38,63 s den Finaleinzug. Im Jahr darauf siegte er in 10,36 s über 100 Meter bei den U23-Karibikspielen in Guadeloupe und gewann dort mit der Staffel in 41,64 s die Silbermedaille hinter dem Team aus der Dominikanischen Republik. Anschließend schied er bei den Commonwealth Games in Birmingham mit 10,43 s im Halbfinale über 100 Meter aus und gewann mit der Staffel in 38,70 s gemeinsam mit Jerod Elcock, Eric Harrison Jr. und Kyle Greaux die Silbermedaille hinter dem englischen Team. 2024 belegte er bei den Zentralamerika- und Karibikspielen in San Salvador in 10,49 s den sechsten Platz über 100 Meter und siegte mit der Staffel in 38,30 s.
2022 wurde Benjamin trinidadisch-tobagischer Meister in der 4-mal-100-Meter-Staffel.

## Persönliche Bestzeiten
- 100 Meter: 10,07 s (0,0 m/s), 25. Juni 2022 in Port-of-Spain
  - 60 Meter (Halle): 6,73 s, 16. Januar 2021 in Lincoln
- 200 Meter: 20,72 s (+0,3 m/s), 14. Mai 2023 in Bloomington
  - 200 Meter (Halle): 21,73 s, 9. Dezember 2022 in Minneapolis